# International Harvester Scout
L’International Harvester Scout est un véhicule tout-terrain produit par le constructeur américain International Harvester de 1961 à 1980. Précurseur moins sophistiqué des futurs SUV, les Scout (en versions I et II) étaient des SUV ou pick-up 2 portes, habillés de carrosseries simple cabine à toit rigide ou capote, comportant aussi à l'origine un pare-brise rabattable. Fabriqué à Fort Wayne (Indiana), il a été développé au départ pour concurrencer la Jeep.

## Origine
C'est en 1907 qu'International Harvester s'est lancé dans la fabrication de véhicules utilitaires et de pick-up. En 1953, il ajouta à son catalogue un minivan, le Travelall. À la fin des années 1950, il se lança dans la conception d'un véhicule concurrent de la Jeep CJ (4 × 4 2 portes). À la fin de l'année 1960, le Scout 80 année modèle 1961 est lancé.
Selon son ingénieur en chef Ted Ornas :

« ... au début des années 1950, la viabilité commerciale d'un 4 × 4 de loisir était loin d'être acquise. Dans cette période de l'après-guerre, le seul véhicule de cette catégorie présent sur le marché était la Willys Jeep, dérivée de la Jeep militaire de la Deuxième Guerre mondiale. Si les militaires américains appréciaient particulièrement la manœuvrabilité sur terrain difficile de ce véhicule rustique à la silhouette carrée, ses chiffres de ventes étaient en revanche bien faibles. Au début de l'année 1958, on nous a assigné la mission de développer un nouveau véhicule dans ce qui était à l'époque un marché de niche. M. Reese, le directeur de l'ingénierie, nous demanda de « dessiner quelque chose pour remplacer le cheval ». Bien sûr à l'époque il n'existait aucun document définissant les caractéristiques détaillées du produit. On nous a proposé de réutiliser l'outillage qui a servi à produire la défunte Henry J. L'option d'une carrosserie en matériaux composites ne semblait pas convenir pour ce type de véhicules. Le profil inauguré par la Jeep semblait aller de soi. Nos premières esquisses, au profil anguleux, n'enthousiasma pas la direction ce qui mettait en péril le projet. Un soir, assis à la table de la cuisine, frustré et désespéré, j'ai griffonné sur un carton le croquis d'une carrosserie aux surfaces arrondies, adaptée à une construction en matériaux composites. Soumis le lendemain à un membre de la direction, le croquis fut étudié avec un enthousiasme certes mesuré, mais cela a permis de raviver l'intérêt pour le projet. La machinerie était relancée. Goodyear s'était largement investie dans l'industrie plastique pendant la Seconde Guerre mondiale et du coup elle disposait d'une importante division d'ingénierie plastique. Nous nous sommes alliés dans un projet commun. Pour matérialiser l'assemblage final, ils ont construit une maquette moulée sous vide. Le résultat reçut l'approbation de la direction. Vers juillet 1959, Goodyear présenta un chiffrage du prix de fabrication, qui se révéla malheureusement trop élevé, avec pour conséquence l'abandon de la solution de la carrosserie en plastique. La direction donna alors son accord à la fois pour une carrosserie en tôle sans modification du style déjà validé. Fin juillet 1959, une maquette grandeur nature en argile est construite et en novembre 1959, elle était définitivement validée. Rétrospectivement, ce fut un projet remarquable, dont le développement a été mené à un train d'enfer. On peut considérer que la réalisation du projet en 24 mois a été un exploit notable, si l'on prend en compte le caractère précurseur du concept et le fait qu'au moment de son lancement, le programme ne disposait ni de motorisations ni d'outillages.
Le premier Scout a été présenté en 1960. Les études pour son remplacement ont commencé en 1964 et le lancement de la production validé mi-1965. Le Scout II a été présenté en 1971. Le concept de base est resté inchangé jusqu'à l'arrêt de la production le 21 octobre 1980. En 20 ans, 532 674 Scouts ont été produits. Conçu à l'origine en tant que pickup utilitaire, le Scout a posé les bases des véhicules 4 × 4 de loisir des années 1960 à 1980. »

## Lignée Scout
La lignée Scout comprend :
- Scout 80 (1960–1965) : modèle original
- Scout 800 (1966–1971) : modèle au design globalement inchangé, les différences par rapport au modèle original concernent les essuie-glaces électriques, de nouvelles motorisations, etc.
- Scout 810 (1971) : certains des premiers exemplaires de Scout II portent un badge Scout 810 sur la boîte à gants.
- Scout II (1971–1980) : dernier modèle de production à être équipé d'un toit rigide ou d'une capote amovible (empattement de 100 pouces).
- Scout II Terra (1976–1980) : version pickup léger (empattement de 118 pouces).
- Scout II Traveler (1976–1980) : modèle équipé d'un toit amovible en fibre de verre, pouvant recevoir en option une troisième rangée de sièges (empattement de 118 pouces).
- Super Scout II (1977–1979) : modèle équipé de portes amovibles recouvertes de tissu, d'un arceau et d'une capote. Le modèle à capote a été affublé par le service marketing du nom de baptême « SSII », où les lettres « SS » seraient l'acronyme de « Super Scout », nom sous lequel ce modèle est connu de nos jours.

## Scout 80

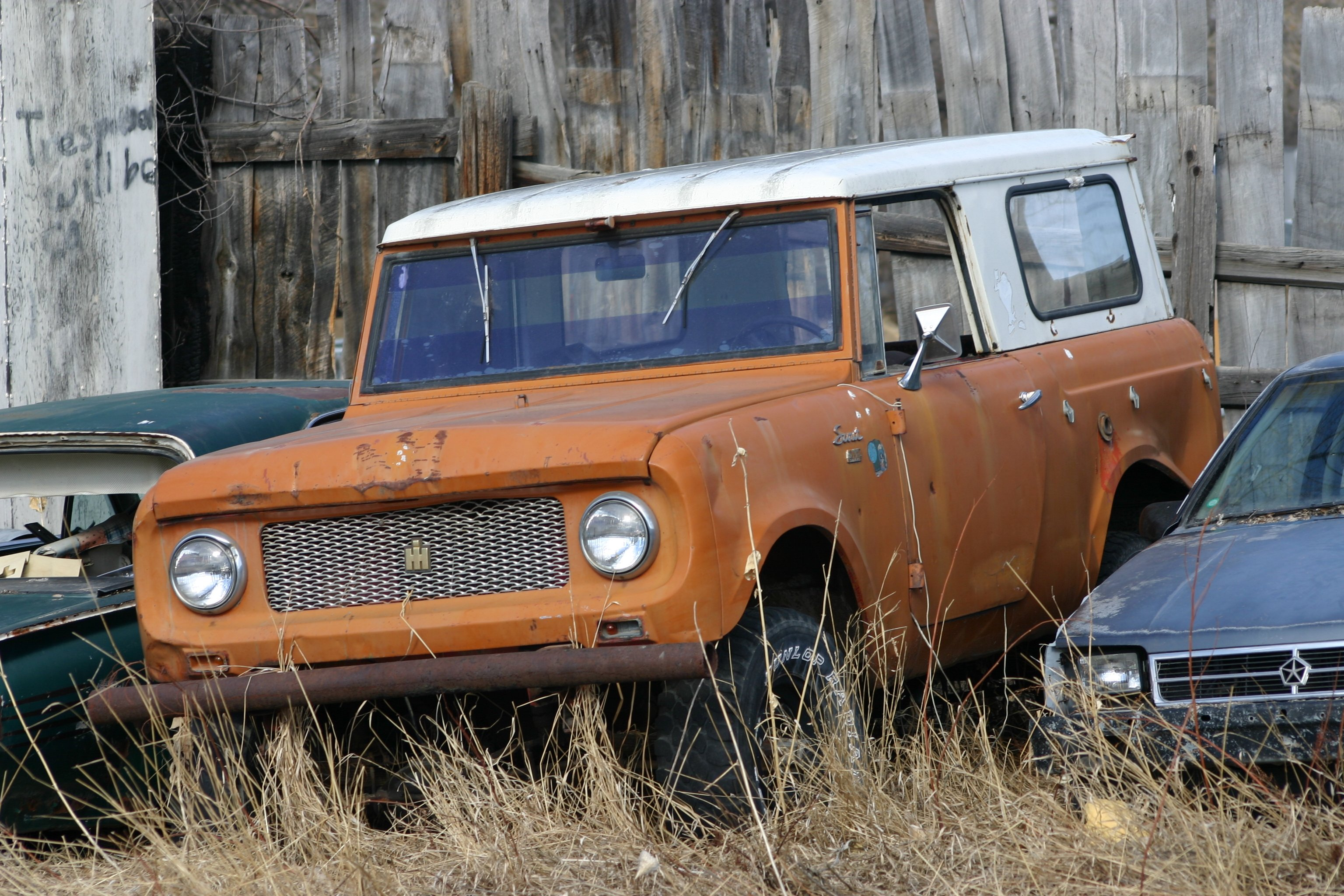
Scout 80 avec toit amovible.

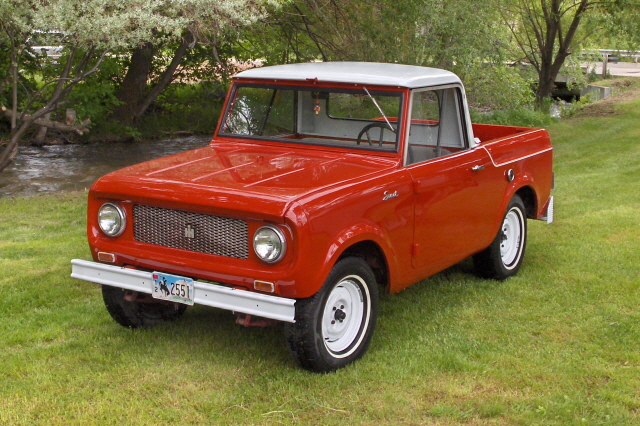
Pickup Scout 80 avec toit amovible.

Le Scout 80 a été produit entre 1960 et 1965. Ce modèle était identifiable par ses fenêtres latérales coulissantes amovibles (tous les exemplaires produits entre 1960 et 1961, et certains exemplaires du début de l'année 1962), un pare-brise rabattable en haut duquel sont montés les essuie-glaces et le logo IH fixé au milieu de la grille de calandre. En standard, il était motorisé par un 4 cylindres en lignes essence de 2,5 L de cylindrée.

### SérieRed Carpet
La série Red Carpet est la première série spéciale de Scout 80, produite à seulement 3 000 exemplaires, et a été développée pour célébrer le cap des 100 000 Scout vendus. Ce modèle se distinguait par sa carrosserie peinte en blanc et son intérieur de couleur rouge, son pavillon intégral, ses tapis de sols à l'avant comme à l'arrière, et un médaillon plaqué or portant l'inscription « Custom » apposé sur la porte. Ce modèle était un cran au-dessus du modèle standard, conçu pour attirer plus de clients, comme le laisse deviner les publicités de l'époques, dans lesquelles apparaissent systématiquement des femmes. Tous les concessionnaires International Harvester aux États-Unis ont reçu un modèle Red Carpet Series à exhiber lors des parades, des expositions ou toute opération promotionnelle.

### SérieCampermobile
Au début des années 1960, International Harvester expérimenta le montage d'une caisse de camping sur le Scout 80. Le toit fut surélevé de presque le double de sa hauteur normale (pour permettre aux occupants de se tenir debout), des couchages pliables furent installés sur les côtés et l'arrière fut significativement allongé. La porte du hayon fut remplacée par une porte battante type ambulance. La caisse était disponible dans une version basique (pour 960 dollars), ou dans une version « deluxe » offrant un coin cuisine assez haut pour se tenir debout et des toilettes murales escamotables dans la cloison (pour 1 850 dollars). La page de couverture intérieure du numéro de mai 1963 de la revue Mechanix Illustrated présentait une publicité couleur du Scout Camper, accompagnée de deux représentations artistiques du véhicule et un formulaire permettant de demander une documentation gratuite. Toujours en mai 1963, la revue Popular Science publiait un article de deux pages sur les pickups camping, illustré par une photo du Scout Camper. Les commandes de Scout Campermobile ayant été peu nombreuses, peu d'exemplaires ont été construits, ce qui le rend rare de nos jours.

## Scout 800
Le Scout 800 est venu remplacer le Scout 80 en 1965 et il est resté au catalogue jusqu'en 1968. Ce modèle apporta de nombreuses évolutions : des sièges baquets, une instrumentation plus riche, un système de chauffage amélioré, un tableau de bord mis à jour, des sièges arrière optionnels, et à partir de 1966, le choix entre différentes motorisations : deux 4 cylindres en ligne de 2,5 L ou 3,2 L ou bien un 6 cylindres en ligne de 3,8 L, et à partir de mars 1967, un V8 de 4,4 L. À l'extérieur, les modifications sont restées limitées : une grille de calandre en aluminium anodisé ornée en son milieu d'un logo « International », le déplacement du badge IH sur le capot ; les poignées de porte sont devenus de type bouton et le hayon ne comportait plus de « crochets ». De base, le Scout était motorisé par un 4 cylindres en ligne atmosphérique de 2,5 L développant 93 ch, le Comanche, disponible également en version turbo de 111 ch, le 152-T, complétée ensuite en août 1966 par la version 196 offrant une consommation moindre pour la même puissance. À l'exception de quelques rares prototypes, le pare-brise du Scout 800 n'était plus rabattable, autorisant ainsi le déplacement des essuie-glaces à la base de ceux-ci.

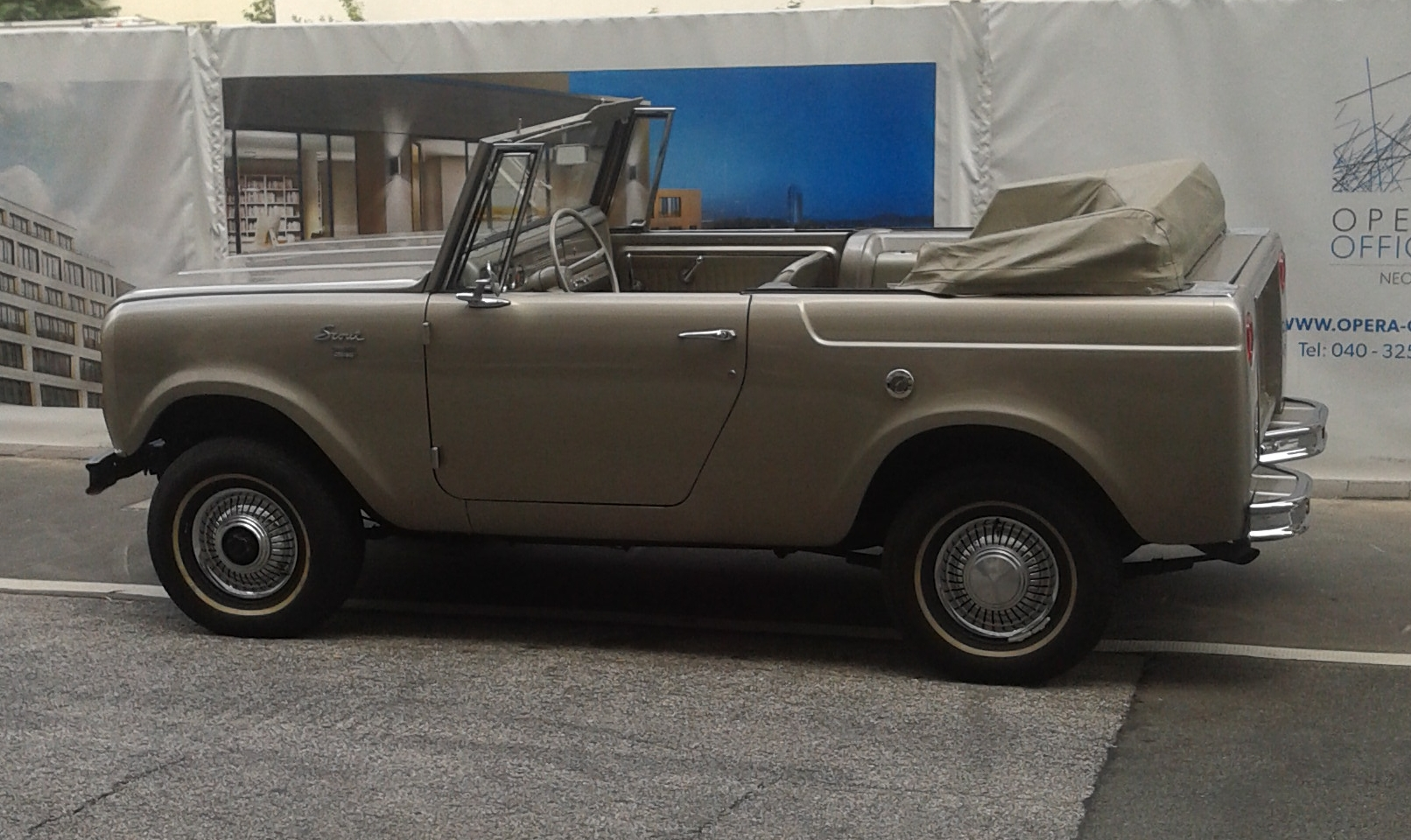
Cabriolet Scout 800 Sportop de 1966–1968

Début 1966, IH présente le Scout 800 Sportop : intérieur mis à jour, toit spécifique en fibre de verre (disponible également en convertible) incliné à l'arrière, roue de secours fixée à l'arrière. La série spéciale suréquipée "Champagne Series" précédemment disponible sur le Scout 80 a été reconduite sur le 800. Les améliorations sur cette version spéciale portaient sur le ciel de toit, les panneaux de portes et la moquette spécifique.

## Scout 800A
La version 800A est introduite en novembre 1968, en remplacement de la 800. Les améliorations ont porté sur les options de confort, un traitement légèrement différent de l'avant, une mise à jour du train roulant (essieu arrière plus solide et boîte de transfer Dana 20 plus silencieuse) et un choix de motorisations comprenant : 4 cylindres en ligne 2,5 L ou 3,2 L, 6 cylindres en ligne 3,8 L (disponible sur une courte période aux débuts de 1969), V8 4,4 L ou 5,0 L. La calandre était divisée en trois parties, avec des cadres entourant les projecteurs. International Harvester élargit fin 1969 ces modifications stylistiques à toute sa série de pickups légers.
Le 800A pouvait également être commandé en finitions Sportop (un modèle sport au toit incliné fait de toile ou de fibre de verre), Aristocrat et SR-2. Dernière version de Scout commercialisée dans la forme de carrosserie originale, la finition Aristocrat se distinguait par un intérieur en vinyle bleu, un extérieur bicolore bleu et argent et une galerie de toit chromée ; la plupart des exemplaires étaient équipés en quatre roues motrices.

## Scout 800B
Le 800B est le dernier modèle de la série 800 ; il n'est resté disponible sur le marché qu'à peine 8 mois : sorti en août 1970, il a été remplacé en mars 1971 par le Scout II. Il était, à quelques différences cosmétiques mineures près, identique au 800A, et il a assuré la transition entre le Scout et le Scout II. Il se distingue en particulier par ses entourages de projecteurs chromés au lieu du noir mat.
Il était disponible en finition Comanche, qui comprenait des peintures et décalcomanies spécifiques, des garnitures chromées, des fenêtres de custode coulissantes, et d'autres options onéreuses tels qu'une barre de toit chromée, des jantes chromées et un intérieur actualisé. Les bordereaux de fabrication des exemplaires avec packs spéciaux (et certains des exemplaires standard), qui étaient spécialement estampillés, consignaient des informations spécifique au véhicule, telles que la motorisation, la transmission, les codes couleurs des peintures, les rapports de boîte, les équipements standards ou optionnels. Ces bordereaux constituent actuellement un outil précieux pour commander des pièces détachées. Fin 1970, une version chasse-neige du véhicule, la Sno-Star, est proposée.

## Scout II

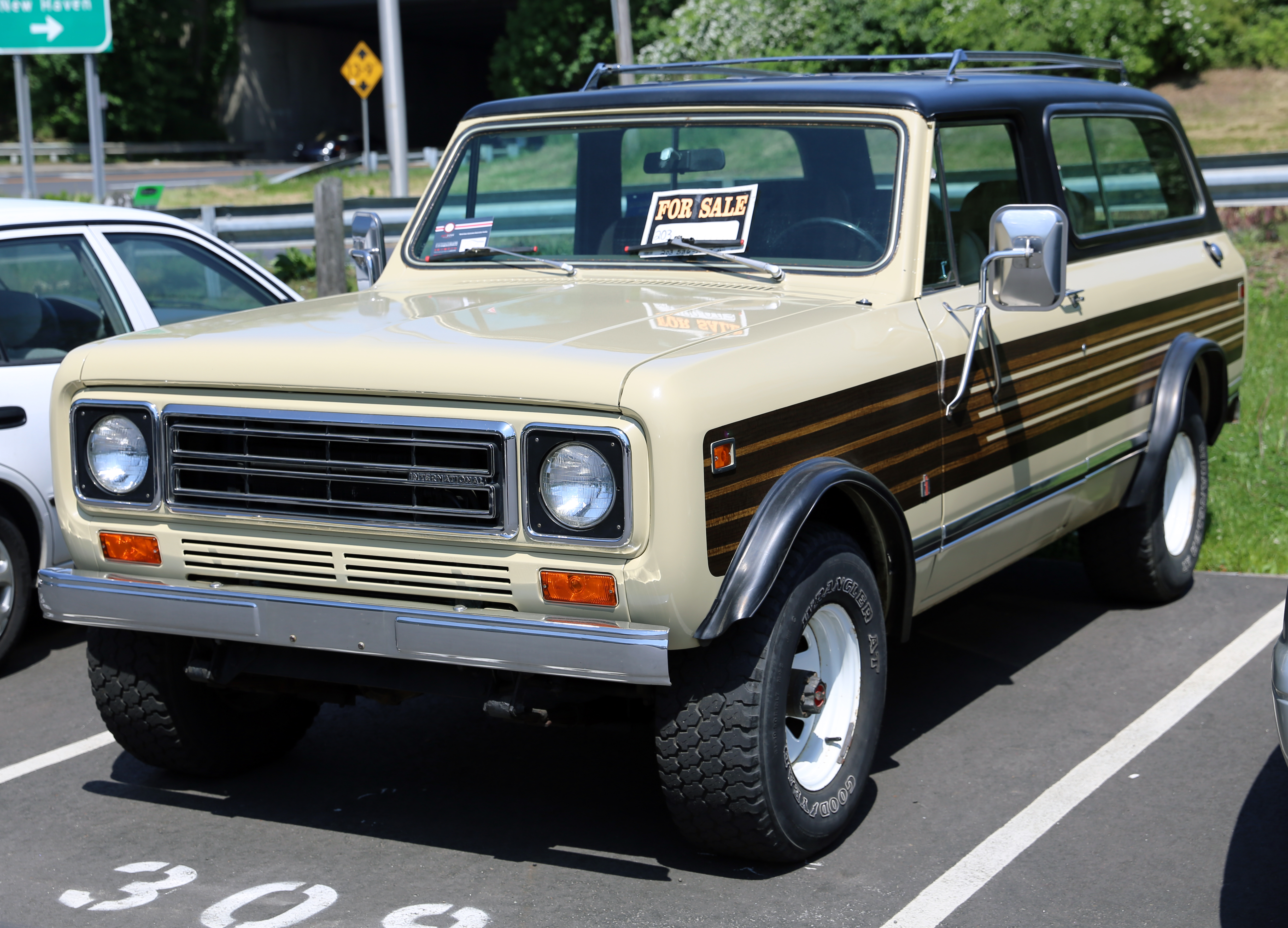
Scout II Traveller de 1976–1980

Le Scout II a été produit d'avril 1971 à 1980. Le style en a été figé assez tôt, une version pratiquement identique à la définitive ayant été présentée à la direction en 1967.
Les Scout II se distinguent aisément par leurs calandres. Celles des Scout II de 1978-1979 sont constituées de trois barres horizontales positionnés entre les projecteurs qu'elles encadrent en les cerclant de chrome. Celles des Scout II de 1973 sont constitués de deux ensembles de sept barres verticales, disposés de part et d'autre d'une séparation verticale et entourées de garnitures chromées, avec le logo « International » fixé sur le côté gauche. Celles des modèles 1974-1975 sont semblables à celles des modèles de 1973, sur lesquelles se superposent en plus une garniture chromée verticale. Celles des modèles de 1975 comportent des garnitures carrées chromés et noires autour des projecteurs.
Les modèles de 1976 ont gardé les mêmes projecteurs cerclés de chromes des modèles de 1975, mais la calandre était composée de 15 barres horizontales divisées en trois sections. Sur les modèles suivants, de 1977 à 1979, la calandre était composée de deux larges barres horizontales reliées par trois barres fines, tandis que le logo « International » a été déplacée au milieu de la moitié de calandre gauche. En 1980, dernière année de fabrication du Scout, une dernière modification stylistique apporta une grille de calandre monobloc (en ABS noir ou argent) englobant des projecteurs carrés cerclés de chrome. Enfin, le logo « International » a été déplacé sur la gauche. Disponibles auparavant en tant qu'option mais rarement choisis, les freins assistés et les disques de frein deviennent standard à partir de fin 1975 sur les Scout II.

### Scout II Terra et Traveler

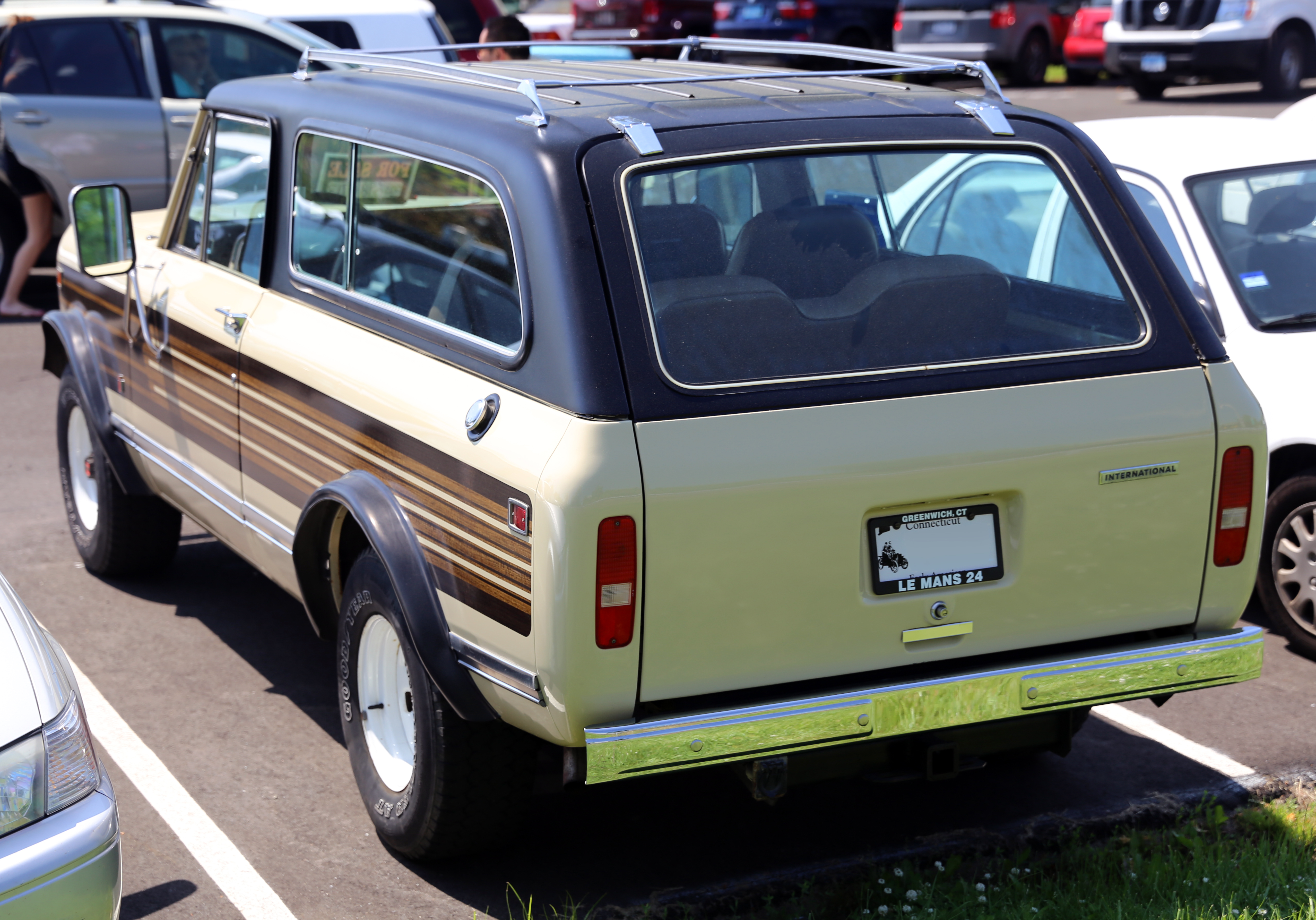
Scout II Traveller de 1976-80 (vue arrière)

Les modèles Terra et Traveler ont été produits entre 1976 et 1980. Ils étaient équipés de pavillons en fibre de verre, cabine simple pour le Terra et cabine double à hayon pour le Traveler. Ces deux modèles sont reconnaissables à leur porte-à-faux arrière, plus long de près de 46 cm.

### Scout SSII (Soft-Top Safari II)

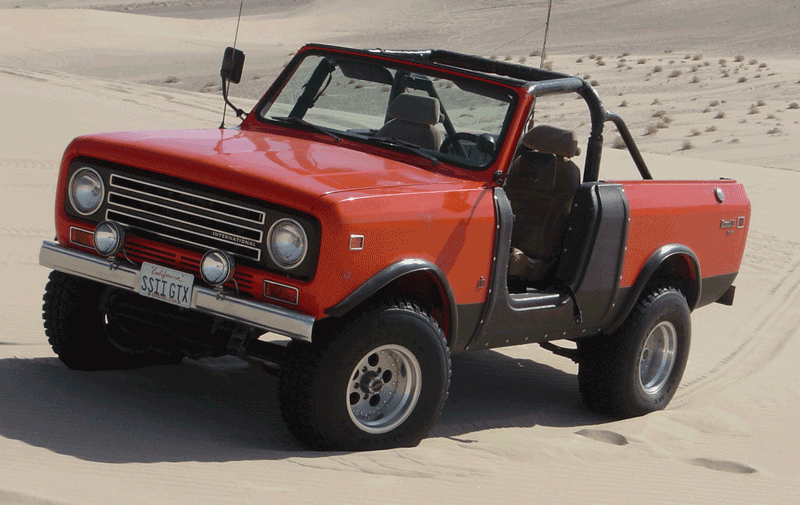
Scout II, modèle SSII Doors

Disponible en février 1977, le SSII (Super Scout II) était une version tout terrain d'entrée de gamme, à la finition dépouillée. Concurrent direct de la Jeep CJ, il resta au catalogue jusqu'en 1979. Ces caractéristiques comprennent une capote et des portes souples, des miroirs inspirés de ceux de la Jeep, des inserts en plastiques dans les contre-portes, une calandre en plastique et un arceau de sécurité. Plusieurs de ces véhicules furent couronnés dans les championnats de rallye à la fin des années 1970.

## Finitions du Scout II

### Shawnee Scout
Le Shawnee Scout devait être un modèle avec une finition et des équipements spéciaux produit par Hurst Performance. Ce modèle est dérivé du modèle SSII, habillé de décalcomanies de tomahawks et de cuir, et équipé de sièges spécifiques, un top de style targa noir, un couvre-caisse rigide et bien sûr un levier de vitesses Hurst. Seuls trois exemplaires furent produits.

### Custom Vehicles Incorporated
Custom Vehicles Incorporated (CVI) était un préparateur situé à proximité de l'usine d'assemblage de Scout. Cette entreprise produisit en 1979 et 1980, en association parfois avec la société Good Times d'Arlington au Texas), des modèles spéciaux de Scout, destinés aux concessionnaires IH. Ces modèles étaient habillés de garnitures et de décalcomanies extérieures spécifiques, et étaient équipés d'une console centrale réfrigérée, de prises d'air sur le capot, et certains exemplaires ont également été équipés de stores en plastique pour les lunettes arrière de  avaient également reçu, d'élargisseurs d'ailes, deux modèles différents d'inserts de hayon. Sont concernés les modèles : Midnitestar, Terrastar, Travelstar, Shadow, Raven, deux modèles Classic, GMS (Green Machine Sport), GMS (Gold Medallion Scout), Hot Stuff, Trailstar, Sportstar, et des modèles 5,6 L & 3,2 L.

### Scout II Selective Edition
La finition Selective Edition est une finition d'usine, correspondant au numéro d'identification 10992, disponible pour les modèles Travel top, Traveler et Terra. Le package comprenait des bandes dorées courant sur les flancs, des jantes à rayons dorées et chaussées de pneumatiques Goodyear Tracker A-Ts, une grille de calandre noire portant le logo SSII et un volant sport. D'autres options étaient disponibles : motorisation, sièges, habillage intérieur, autoradio, régulateur de vitesse, dispositif d'attelage, climatisation, le tout disponible avec différents coloris de carrosserie : 6027 Dark Brown, 6027 Dark Blue, 001 Black et 5013 Green.

### Éditions spécialesSpirit of 76etPatriot
Les modèles Spirit of 76 et Patriot ont été produits en 1976 en référence au bicentenaire des États-Unis. Dérivé exclusivement du Scout II, le Spirit of 76 était muni d'une capote et arborait une paire de bandes rouge et bleue sur les flancs. Il comportait également un intérieur bleu, un volant sport, des jantes chromées de compétition de 17" chaussées de pneus rallye. Seuls 384 exemplaires furent produits.
La finition Patriot ajoutait un toit rigide et les bandes rouge et bleu sur les flancs aux modèles Scout II, Terra et Traveler. Seuls un Terra, sept Travelers et une cinquantaine de Scout II furent produits. Il semble cependant qu'un certain nombre de Patriot fut également produit sans que cela soit noté sur les bordereaux de fabrication. Finalement, ces modèles peuvent être considérés comme extrêmement rares.

### Scout IIMidas Edition
Entre 1977 et 1980, IH confia à Midas Van Conversion, une entreprise basée à Elkhart dans l'Indiana (États-Unis), la mission de construire des modèles de luxe spécifiques destinés à être vendus par le réseau de concessionnaires. L'équipement de ces véhicules comprenait sièges baquets pivotants, moquettes de qualité, couleurs intérieures assorties, panneaux de portes, pare-soleil, protège-calandre, double toit ouvrant, horloge au plafond, 3e siège, spots de lecture, fenêtres teintées, élargisseurs d'ailes, et peintures et décorations latérales spécifiques. Trois modèles proposés : Family Cruiser (ou Cruiser tout court), Street Machine et Off-Road Vehicle.
Une autre entreprise, Van American, basée à Goshen, dans l'Indiana, tenta de concurrencer Midas et proposa pour une brève période des véhicules similaires aux Midas Edition. Ces modèles sont aujourd'hui très rares.

### VersionSpecialfinale
L'un des modèles de Scout les plus rares qu'IH a fabriqué est probablement la version RS de 1980, appelée Special Limited Edition RS. Ce pack n'était disponible que sur le modèle Traveler dans une couleur métallique rouge tahitien. Il comprenait des équipements spéciaux tels que des jantes polycast rehaussées de Rouge tahitien, velours intérieur luxueux dans les tons de roux, y compris pour le ciel de toit et les pare-soleil, lignes décoratives spéciales, insert en bois précieux sur le tableau de bord et la console centrale, pare-chocs chromés, vitres teintées, etc.

### Versions 844 et 434Gold Star
Les modèles 844 et 434 Gold Star sont deux versions spéciales proposées en 1980. Le pack 844 apportait, en sus de l'équipement standard, un bloc V8 345, une garniture d'embrayage HD, une boîte manuelle 4 rapports T428, un rapport de pont arrière de 2,72, une autoradio AM, un siège arrière, des enjoliveurs, des bas de caisse peints en noir et une moquette de couleur noire.
Le pack 434 apportait, en sus de l'équipement standard, un bloc 4-196, une boîte manuelle 3 rapports T332, un rapport de pont arrière de 3,73, un intérieur en vinyle noir, une autoradio AM, un siège arrière, des enjoliveurs, des bas de caisse peints en noir et une moquette de couleur noire.

## Scout II issus d'autres constructeurs

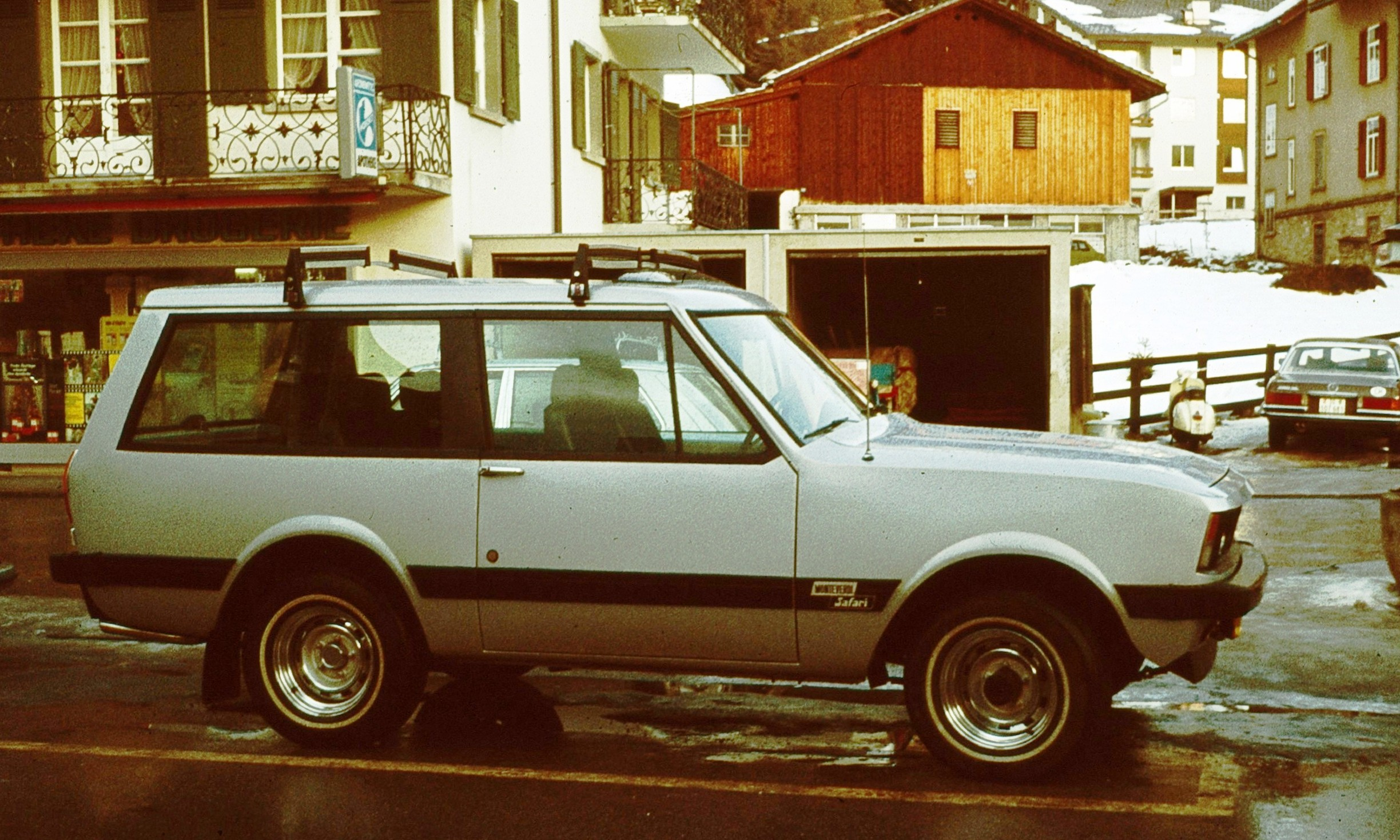
Monteverdi Safari 1978

À la fin des années 1970, le constructeur suisse de voitures de luxe Monteverdi se lança dans la fabrication de breaks 4 × 4 luxueux sur la base de Scout II, le Safari à la carrosserie totalement modifiée et le Sahara à la carrosserie légèrement retouchée : calandre et intérieur plus luxueux. Les deux véhicules étaient proposés avec le bloc IH SV-345 ou le bloc Chrysler LA 318 (5,7 ou 5,2 L). Le Safari pouvait aussi recevoir avec le bloc Chrysler 440 RB de 7,2 L, tandis que le Sahara pouvait recevoir un bloc diesel Nissan SD33.

## Motorisations
Moteurs International Harvester :
- IH 4-152** (voir notes ci-dessous)
- IH 4-196** (voir notes ci-dessous)
- IH V-266
- IH V-304 (ce n'est pas le même moteur que l'AMC 304 V8.)
- IH V-345
- IH V-392 (basé sur le même bloc que le 345.)

Moteurs American Motors Corporation
- AMC 6-232 (6 cylindres en ligne)
- AMC 6-258 (6 cylindres en ligne)
- AMC "V400" (8 cylindres en ligne) (en raison d'une pénurie de blocs V-392, certains Scout pickup et travelall ont été équipés du bloc AMC 401. La forme du bec du thermostat est la méthode la plus rapide pour distinguer ce V8 de celui produit par IH : il est rond pour le premier et carré pour le second.)

Moteurs Nissan
- Nissan SD33 (diesel atmosphérique)
- Nissan SD33T (diesel turbo, proposé uniquement en 1980)

Le Scout a connu au cours de sa durée de vie une grande variété de motorisations Le Scout 80 (1961-1965) fut équipé en standard du bloc diesel quatre cylindres 152. Les modèles 800, 800A, and 800B (produits entre 1965 et 1971) pouvaient recevoir le bloc 196 de 4 cyclindres, le bloc AMC 232 de 6 cylindres ou les blocs 266 et 304 V-8. Une version du bloc 152 de 4 cylindres fut proposée entre 1965 et 1967[réf. nécessaire].
Il est aussi important de rappeler qu'International Harvester n'avait pas réellement l'expertise nécessaire pour produire des moteurs 4 cylindres, comme on peut le constater avec les moteurs 152 et 196. Ils dérivent des V-304 et V-392, desquels ont été simplement supprimés les cylindres d'un côté pour n'en avoir que quatre finalement. C'est ce qui explique la position en ligne et inclinée des cylindres, correspondant à une moitié de V8. Le résultat était deux petits moteurs économes en carburant, délivrant un important couple et dotés d'un excellent système de refroidissement, celui d'origine, dimensionné pour un V8 complet. Le bloc 196 était capable d'offrir une autonomie de 20 miles par gallon (soit 8,5 km/l, équivalent à une consommation de 11 L/100 km).
Certains des premiers Scout auraient été équipés de blocs diesel Perkins, mais il est plus que probable qu'il ne s'agissait pas d'une option standard mais de commandes spéciales.
Le Scout II (fabriqué entre 1971 et 1980) pouvait recevoir différentes motorisations : le 4 cylindre 196, le 6 cylindre 232 (aux débuts de la production) et les V8 304 et 345. À l'époque, IH ne disposait pas d'un bloc diesel assez compact pour être monté dans le Scout, et ce fut donc le bloc diesel 6 cylindres en ligne Nissan SD33 qui fut monté en 1976. Il fut remplacé en 1980 par le bloc turbodiesel 6 cylindres en ligne SD33T.

## Essieux et rapports de ponts
Jusqu'en 1968, les Scout modèles 80 et 800 ont été équipés à l'avant et à l'arrière d'essieux Dana 27. Les différentiels avant et arrière ont été décentrés vers le côté passager pour permettre l'alignement des arbres de transmission avec la boîte de transfert Dana 18. Le Scout 800A se voit équipé, à l'arrière, d'un essieu Dana 44 couplé à un différentiel centré accouplé à la boîte de transfert Dana 20 (qui avait remplacé le Dana 18). Certains Scouts de cette période de transition ont hérité d'un mix de l'ancien et du nouvel équipements, l'arbre de transmission étant monté avec un certain angle. L'essieu avant est toujours le modèle Dana 27, mais remplacé, en cas de montage de l'essieu de 3 500 lbs de poids nominal brut sur l'essieu par un modèle hybride formé par un Dana 30 et de tubes de 27. L'option moteur V8 imposait également le montage du Dana 30. En 1968 ou 1969, l'arbre de transmission arrière fut modifié pour ne comporter qu'une seule pièce au lieu de deux. Un différentiel autobloquant Powr-Lok a également été proposé en option pour les deux essieux avant et arrière. Les rapports de pont les plus souvent proposés étaient de 3,31, 3,73 et 4,27, mais une large gamme de rapports était possible sur commande (il y a eu ainsi au moins un cas où un Scout 800 a été livré avec un rapport de pont de 5.71).
Jusqu'en 1974, les Scout étaient équipés en standard d'essieux Dana 30 à l'avant et Dana 44 à l'arrière, avec la possibilité de monter sur commande un Dana 44 à l'avant. Cette configuration (Dana 44 à l'avant et à l'arrière) devient standard après 1974. Les rapports de pont disponibles étaient de 2,72, 3,07, 3,31, 3,54, 3,73, 4,09, 4,27 et 4,54. Le différentiel autobloquant Trak-Lok était également disponible en option.
À l'origine, les rapports de ponts des essieux étaient imprimés sur une plaque boulonnée sur le couvercle du différentiel, mais il arrivait souvent que celle-ci ne survive pas parce que soit elle a été intentionnellement retirée, soit elle a été attaquée par la rouille. Il est cependant possible de retrouver les informations techniques désirées (modèle d'essieu, rapport de ponts, présence ou non d'un dispositif de traction, etc.) en se référant au bordereau de fabrication et à un catalogue de pièces détachées.

## Participations en rallyes-raids
À la fin des années 1970, les Scout SSII se sont souvent distingués dans les compétitions de rallye-raid. En 1977, le pilote Jerry Boone réussit à se classer premier de la catégorie 4 × 4 de série rallye-raid, avec un temps de 19 heures et 58 minutes, avec une avance de près de deux heures sur son concurrent direct, une Jeep CJ7. Seuls 9 des 21 véhicules ayant pris le départ ont réussi à parcourir les 1 000 km de la course et rallier l'arrivée. Boone a même réussi à surclasser des concurrents en 4x4 classe IV modifiée. Boone a aussi remporté, en 1978, le rallye-raid de Riverside, en Californie.
Un autre pilote à s'être distingué sur Scout en rallye-raid est Sherman Balch. Il compte ainsi dans son palmarès une victoire en 1977 au championnat du monde SCORE à Riverside, en Californie. Parmi les véhicules qui ont rallié l'arrivée, trois autres étaient des Scout. Balch a aussi remporté en 1978 le rallye-raid Mint 400 et trois courses à la fin 1978à Lake Geneva Raceway
En 1982, au volant d'un Scout II, Sherman Balch et son copilote James Acker, ont pratiquement gagné tous les rallyes-raids majeurs de la Côte Ouest et du Mexique, remportant le Baja 250, le Baja 500, le Baja 1000, le Mint 400 et le Parker 400 (Arizona).

## Bordereau de fabrication
À la réception d'une nouvelle commande, un bordereau de fabrication, servant d'ordre de fabrication, est généré et envoyé à l'usine, précisant son numéro de série (VIN), ainsi que tous les codes des équipements à monter dans le véhicule (en standard ou en option). Cet ordre de fabrication servait à l'assemblage du véhicule, du début à la fin. Le bordereau listait des informations telles que le type de moteur, le type de transmission, trains roulants, codes de peintures, rapports de boîte, ainsi que tous les autres équipements spécifiques au véhicule, montés en standard ou en option. En cas de besoin, ce bordereau est un outil très précieux pour identifier les pièces de rechange à commander. Un exemple petit format du bordereau était livré avec chaque véhicule, et fixé au véhicule lors de son assemblage. L'endroit où était fixé le bordereau a varié avec le temps :  sur les Scout II fabriqués entre 1971 et 1976, il était fixé sur le panneau intérieur du capot ; sur les modèles fabriqués entre 1977 et 1980, il était fixé à l'intérieur de la porte de la boite à gants ; sur les modèles pickup et Travellal de 1969 à 1975, il était fixé à l'arrière de la boîte à gants, et on y accédait en déverrouillant les deux taquets de blocage de la boîte pour la basculer vers le bas. Ces bordereaux peuvent être commandés chez les spécialistes de pièces détachées pour Scout.

## Concept-modèle Scout III SSV
En 1979, le développement de la version suivante de Scout, le Scout III SSV, était déjà dans les rails et un concept-modèle a même été construit lorsque la direction prit la décision d'arrêter la construction de ce véhicule. Cette version n'a donc jamais dépassé le stade du concept-modèle. Le second prototype construit est exposé au Auburn Cord Duesenberg Automobile Museum (situé à Auburn dans l'Indiana. Sa carrosserie deux portes et lunette arrière inclinée est montée sur un châssis de 100 pouces, le tout motorisé par un V8 de 162 ch.
Ce modèle est souvent présenté comme étant le Scout modèle 1981. L'acronyme SSV signifie « Scout Supplemental Vehicle » (Véhicule Scout Supplémentaire), car ce modèle devait être une édition limitée supplémentaire aux véhicules de série, pour aider à sa promotion, à l'exemple de La Corvette dans la gamme Chevrolet. Mais le SSV n'est pas la génération suivante du Scout. Celle-ci était développée à part, et elle a donné lieu à une maquette en argile, dévoilant des évolutions stylistiques par rapport au Scout II, en particulier des formes plus arrondies, rappelant la Chevrolet S-10 Blazer.
En 1985, après avoir vendu son activité de tracteurs et le nom International Harvester, la société changea de nom pour s'appeler Navistar.

## Case IH Scout
En 2010, Case IH lança la production d'un utilitaire UTV, disponible en deux versions, Scout et Scout XL, vendu aussi sous la marque New Holland Rustler. L'assemblage de ces véhicules était assuré par Club Car.